# Dyersburg
La ville de Dyersburg est le siège du comté de Dyer, dans l’État du Tennessee, aux États-Unis. Sa population s’élevait à 17 145 habitants lors du recensement de 2010, estimée à 16 685 habitants en 2016.

## Géographie
Selon le Bureau du recensement des États-Unis, la municipalité s'étend sur 17,47 milles carrés (45,25 km2) dont 0,12 mille carré (0,31 km2) d'étendues d'eau.

## Histoire
Le comté de Dyer est créé en 1823 par la législature du Tennessee. Joel H. Dyer et John McIver font alors don de leurs terres au centre du comté, à McIver's Bluff, pour permettre la création du siège du comté : Dyersburg. La ville est nommée soit en l'honneur du colonel Robert Henry Dyer, comme son comté, soit en l'honneur de Joel H. Dyer qui combattit également lors des guerres indiennes. Dyersburg devient une municipalité en 1836.
Le centre historique de Dyersburg est inscrit au Registre national des lieux historiques. Il comprend notamment le tribunal du comté, construit en 1911 dans un style néo-classique. Dyersburg compte d'autres lieux inscrits : la maison Latta, la banque de Dyersburg, la maison d'Edward Moody King, le quartier historique de Gordon Street et Oak Street ainsi que celui de Troy Avenue.

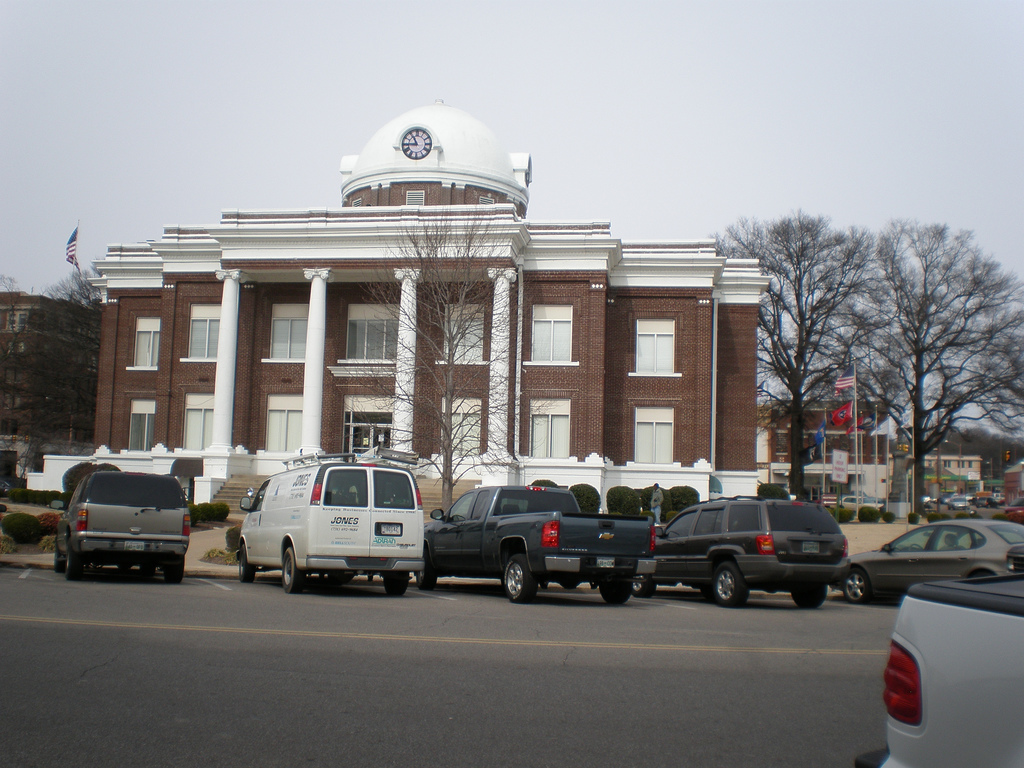
Le tribunal du comté
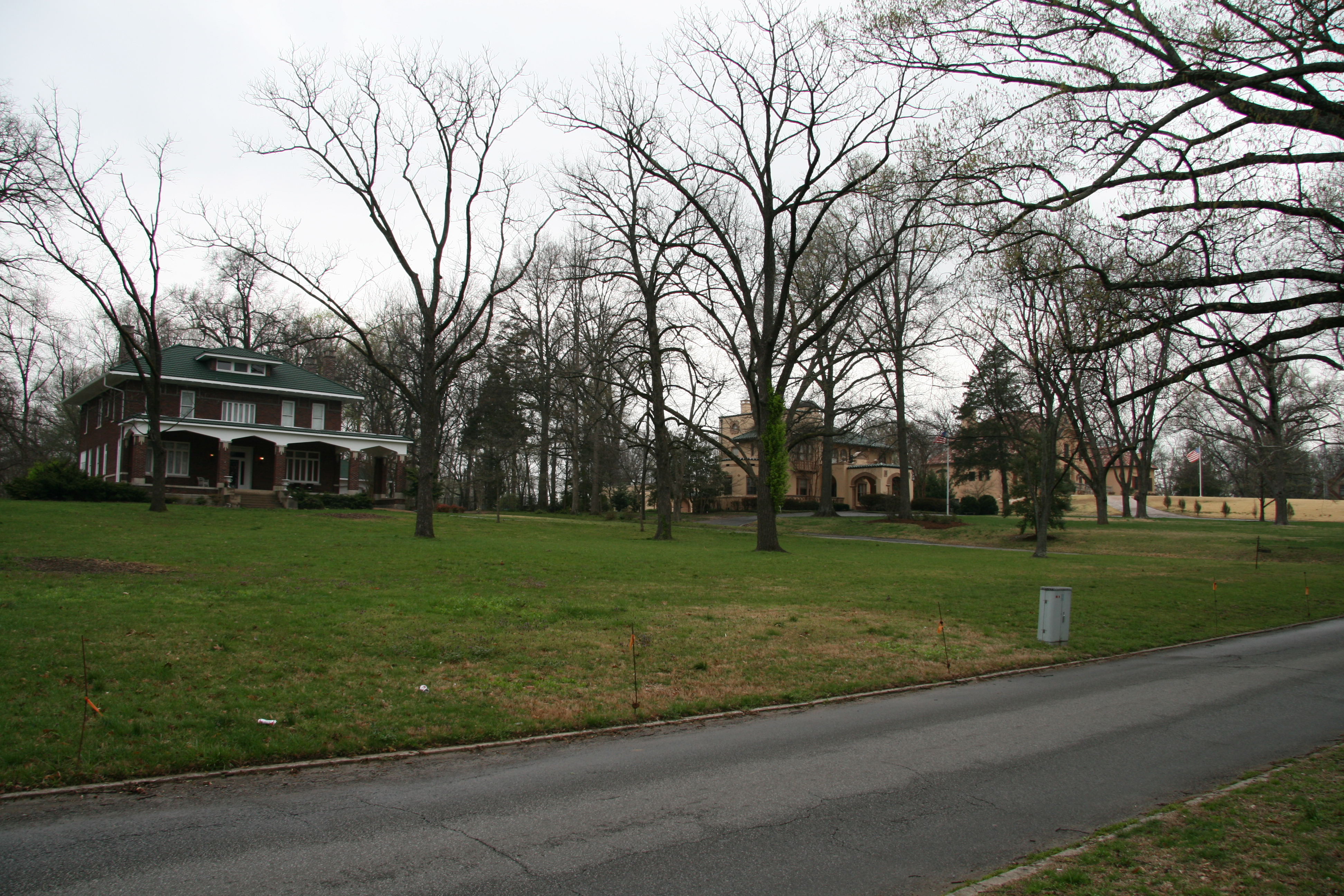
Troy Avenue
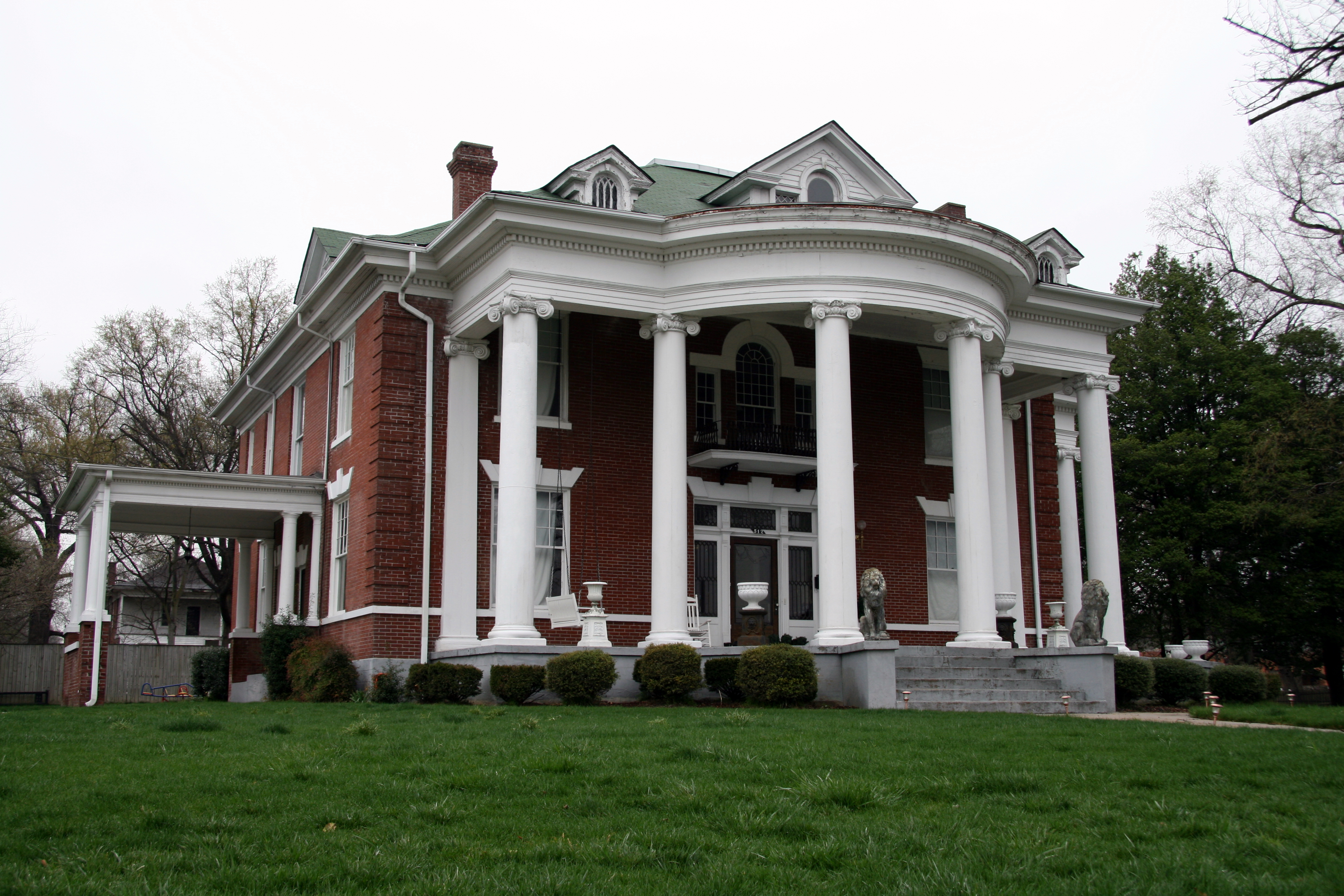
La maison d'Edward Moody King

## Démographie
La population de Dyersburg est estimée à 16 685 habitants au 1er juillet 2016, en baisse de 2,7 % par rapport au recensement de 2010.
| Groupe                                  | Dyersburg | Tennessee | États-Unis |
| --------------------------------------- | --------- | --------- | ---------- |
| Blancs                                  | 70,7      | 78,7      | 76,9       |
| Afro-Américains                         | 24,7      | 17,1      | 13,3       |
| Métis                                   | 2,3       | 1,9       | 2,6        |
| Asiatiques                              | 1,0       | 1,8       | 5,7        |
| Amérindiens                             | 0,5       | 0,4       | 1,3        |
| Hawaïens et autres peuples du Pacifique | 0,2       | 0,1       | 0,2        |
|                                         |           |           |            |
| Hispaniques et Latino-Américains        | 3,9       | 5,2       | 17,8       |

Le revenu par habitant était en moyenne de 25 534 dollars par an entre 2012 et 2016, en dessous de la moyenne du Tennessee (26 019 dollars) et de la moyenne nationale (29 829 dollars). Sur cette même période, 23 % des habitants de Dyersburg vivaient sous le seuil de pauvreté (contre 15,8 % dans l'État et 12,7 % à l'échelle des États-Unis).